# Henryk Kaczmarek
Henryk Kaczmarek (ur. 27 sierpnia 1942 w Bydgoszczy, zm. 20 października 2020 tamże) – polski inżynier i polityk, poseł na Sejm X kadencji (1989–1991).

## Życiorys
Był absolwentem bydgoskiego Technikum Mechaniczno-Elektrycznego, w 1968 ukończył studia inżynierskie w Wyższej Szkole Inżynierskiej w Bydgoszczy, a w 1978 studia na kierunku budownictwo na Politechnice Poznańskiej. Pracę zawodową rozpoczął w 1961 jako technik elektryk w bydgoskiej Centrali Produktów Naftowych. Rok później został zatrudniony w oddziale Przedsiębiorstwa Robót Kolejowych w Bydgoszczy, początkowo jako kierownik robót, następnie główny inżynier. Od 1972 pozostawał związany z Przedsiębiorstwem Produkcji i Montażu Urządzeń Elektrycznych Budownictwa „Elektromontaż”, początkowo w Gdańsku, następnie w Bydgoszczy. Od 1979 do 1995 zajmował stanowisko dyrektora naczelnego bydgoskiego zakładu. W 1996 został prezesem zarządu Przedsiębiorstwa Produkcyjno-Montażowego „Elektromontaż Pomorski”, pełnił tę funkcję do czasu ogłoszenia upadłości w 2004. W okresie 1970–2000 współtworzył także szereg innych przedsiębiorstw z branży elektrycznej i montażowej.
W 1989 uzyskał mandat posła na Sejm kontraktowy, został wybrany w okręgu bydgoskim z puli Polskiej Zjednoczonej Partii Robotniczej. Na koniec kadencji należał do Parlamentarnego Klubu Lewicy Demokratycznej, zasiadał w Komisji Systemu Gospodarczego i Polityki Przemysłowej oraz w Komisji Systemu Gospodarczego, Przemysłu i Budownictwa. Nie ubiegał się o reelekcję.
Był członkiem Naczelnej Organizacji Technicznej i Stowarzyszenia Elektryków Polskich. W latach 1981–1987 oraz 1990–1998 pełnił funkcję prezesa Oddziału Bydgoskiego Stowarzyszenia Elektryków Polskich.
Pochowany na cmentarzu parafialnym przy ulicy Chojnickiej w Bydgoszczy.

## Odznaczenia
- Krzyż Oficerski Orderu Odrodzenia Polski
- Krzyż Kawalerski Orderu Odrodzenia Polski (1983)
- Złoty Krzyż Zasługi
- Medal 40-lecia Polski Ludowej (1984)
- Srebrne Odznaczenie im. Janka Krasickiego[5].